# Marmara corticola
Marmara corticola är en fjärilsart som beskrevs av Fitzgerald 1973. Marmara corticola ingår i släktet Marmara och familjen styltmalar. Inga underarter finns listade i Catalogue of Life.